# Campeonato da Fórmula Winter Series de 2024
O Campeonato da Fórmula Winter Series de 2024 será a segunda temporada da Fórmula Winter Series. A categoria terá quatro etapas, sendo todas disputadas na Espanha, durante o inverno europeu, sendo organizada pela empresa de eventos esportivos holandesa Gedlich Racing, com chancela da Real Federación Española de Automovilismo (RFEDA).

## Pilotos e Equipes
| Team                            | No. | Driver             | Class |
| ------------------------------- | --- | ------------------ | ----- |
| Campos Racing                   | TBA | TBA                |       |
| Cram Motorsport                 | TBA | Filippo Fiorentino | E     |
| Cram Motorsport                 | TBA | Flavio Olivieri    |       |
| Drivex                          | TBA | TBA                |       |
| GRS Team                        | TBA | Douwe Dedecker     |       |
| Jenzer Motorsport               | TBA | Édouard Borgna     |       |
| Maffi Racing                    | TBA | Nathanaël Berreby  | E     |
| MP Motorsport                   | TBA | René Lammers       | E     |
| MP Motorsport                   | TBA | Maciej Gładysz     | E     |
| MP Motorsport                   | TBA | Lucas Fluxá        | E     |
| Rodin Motorsport                | TBA | Thomas Strauven    | E     |
| US Racing                       | TBA | Maxim Rehm         | E     |
| Tecnicar - Fórmula de Campeones | TBA | Lorenzo Castillo   |       |

## Calendário
Fonte: Fórmula Rapida 
| Etapa | Etapa | Circuito                                  | Data               | Apoio                                                      |
| ----- | ----- | ----------------------------------------- | ------------------ | ---------------------------------------------------------- |
| 1     | B1    | Circuito de Jerez, Jerez de la Frontera   | 9–11 de Fevereiro  | GT Winter Series GT4 Winter Series                         |
| 1     | B2    | Circuito de Jerez, Jerez de la Frontera   | 9–11 de Fevereiro  | GT Winter Series GT4 Winter Series                         |
| 2     | B1    | Circuito Ricardo Tormo, Cheste            | 16–18 de Fevereiro | GT Winter Series GT4 Winter Series                         |
| 2     | B2    | Circuito Ricardo Tormo, Cheste            | 16–18 de Fevereiro | GT Winter Series GT4 Winter Series                         |
| 3     | B1    | MotorLand Aragón, Alcañiz                 | 1–3 de Março       | GT Winter Series GT4 Winter Series Prototype Winter Series |
| 3     | B2    | MotorLand Aragón, Alcañiz                 | 1–3 de Março       | GT Winter Series GT4 Winter Series Prototype Winter Series |
| 4     | B1    | Circuito de Barcelona-Catalunha, Montmeló | 9–11 de Março      | GT Winter Series GT4 Winter Series Prototype Winter Series |
| 4     | B2    | Circuito de Barcelona-Catalunha, Montmeló | 9–11 de Março      | GT Winter Series GT4 Winter Series Prototype Winter Series |